# Ingrid Klimke
Ingrid Klimke (* 1. dubna 1968, Münster, Německo) je německá jezdkyně na koni, specializující se především na všestrannost a drezuru. Je dcerou známého německého jezdce Reinera Klimke.

## Život
Ingrid Klimke se narodila 1. dubna 1968 v německém Münsteru. Má dva bratry, přičemž jedním z nich je i Michael Klimke, další známý německý jezdec. Díky svému otci byla s koňmi v kontaktu od raného dětství a jezdit se naučila již jako dítě. Od mládí jezdí drezuru, jezdeckou všestrannost i parkurové skákání. Jejím trenérem byl (krom otce Reinera) Fritz Ligges. Později se přestěhovala do zahraničí, kde ji trénoval kanadský jezdec Ian Millar.
Po dokončení školy pracovala v bance jako úřednice. Následně se rozhodla stát se učitelkou a tak nastoupila na další školu. Nicméně, ještě než školu dokončila, zjistila, že učení a jezdectví nejde dohromady, jelikož jezdecké soutěže se konají převážně v pracovním týdnu; dala tedy přednost koním a začala se jezdectví věnovat na plný úvazek. Kromě toho, že se sama účastní soutěží, trénuje i mladé koně. Velký důraz klade především na vztah jezdce a koně.
Je vdaná a má dvě dcery.

## Kariéra

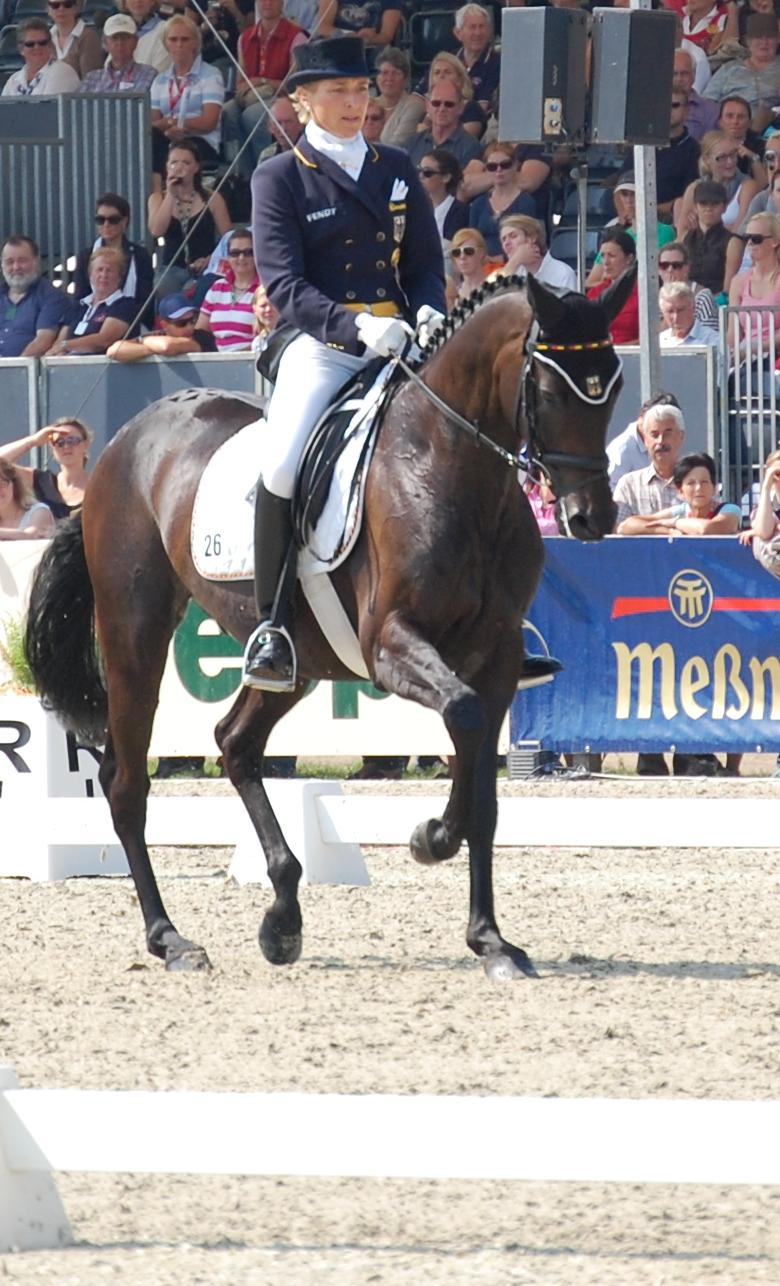
Ingrid Klimke na koni Abraxxas v roce 2011

V roce 1991 získala bronzovou medaili na soutěži družstev i jednotlivců na evropském mistrovství. Díky tomu se toho roku účastnila i Mezinárodního šampionátu. Soutěžila tam s koněm Pinot. Následně se s koňmi Sleep Late, Robinson's Concord, Windfall a FRH Butts Abraxxas účastnila mnoha (nejen německých) soutěží a dosáhla velkého množství úspěchů a medailí.
V roce 1999 zemřel Ingridin otec Reiner Klimke a ona se snažila rozptýlit přípravou na mistrovství Evropy. Jen během cross-country dvakrát odmítl její kůň překážku. V té době navíc měla i problémy se zánětem šlach a krátce po soutěži musela na operaci. V nemocnici musela zůstat přes tři měsíce. Později sama prohlásila, že nechápe, jak se mohla v tak špatném psychickém i fyzickém stavu účastnit soutěže. Znovu se mezinárodního šampionátu účastnila až v roce 2005, kdy se konal v Blenheimu, a kde vyhrála se Sleep Late v individuální soutěži bronz.

### První olympijské hry
V roce 2006 se stala součástí družstva v soutěži všestrannosti na Světových jezdeckých hrách. Dne 12. srpna 2008 na letních olympijských hrách společně s Hinrichem Romeikem, Andreasem Dibowskim, Peterem Thomsenem a Frankem Ostholtem vyhrála zlatou medaili v soutěži družstev jezdecké všestrannosti. Po LOH 2008 ale nastal problém: majitel koně Abraxxas se rozhodl svého koně prodat a zakázal Ingrid Klimke jezdit na něm. Koně, respektive pouze podíl na něm, koupila přítelkyně Klimkeové Madeleine Winter-Schulze, která dala Ingrid koně opět k dispozici.

### 2011 –
Na evropském mistrovství 2011 v Luhmuehlenu opět Klimke i se svým týmem skončila na první příčce a vyhrála zlatou medaili. Soutěž odjela na koni Abraxxas. Účastnila se i soutěže jednotlivců, ale skončila až na jedenáctém místě. O rok později se znovu účastnila letních olympijských her, kde se svým družstvem skončila na prvním místě. Následně se účastnila i mistrovství Evropy 2013 a Světových jezdeckých her 2014. Roku 2016 se v družstvu opět účastnila letních olympijských her, kde na soutěži jezdecké všestrannosti získala společně s Julií Krajewskou, Sandrou Auffarthovou a Michaelem Jungem stříbrnou medaili. Jako jednotlivec se účastnila i drezurní soutěže, avšak skončila na čtvrtém místě. Na soutěži jednotlivců ve všestrannosti dokonce skončila až na 19. místě.